# هماوردی آرسنال و منچستر سیتی
هماوردی آرسنال و منچستر سیتی رقابتی بین باشگاه‌های فوتبال حرفه ای انگلیسی آرسنال و منچستر سیتی است. آرسنال بازی‌های خانگی خود را در ورزشگاه امارات و منچسترسیتی بازی‌های خانگی خود را در ورزشگاه اتحاد برگزار می‌کند.
رقابت بین این دو باشگاه از اواخر دهه ۲۰۰۰ آغاز شد. آرسنال که در آن زمان یک رقیب ثابت در تمامی رقابت‌ها در طول چند فصل بود، بازیکنان مهمی را به سیتی از دست داد که در نهایت به برتری بیشتر دو تیم تبدیل شدند. آرسن ونگر، سرمربی وقت آرسنال، همیشه منتقد سیاست نقل و انتقالات و استراتژی مالی سیتی بود. این رقابت پس از انتقال بازیکنانی مانند امانوئل آدبایور و سمیر نصری بین دو تیم قوت گرفت. آدبایور وقتی در فصل ۱۰–۲۰۰۹ در برد ۴–۲ گلزنی کرد، به طرز بدنامی تمام طول زمین را دوید تا در مقابل هواداران آرسنال جشن بگیرد که با هو شدن طرفداران این تیم مواجه شد زیرا با این تیم به سطح اول فوتبال انگلیس شناخته شده بود.
در سال ۲۰۱۲، سیتی برتری کاملی نسبت به آرسنال در لیگ داشت و علیرغم اینکه آرسنال چندین جام داخلی را به دست آورد، سیتی به قدرت برتر فوتبال انگلیس تبدیل شده بود. با وجود اینکه توپچی‌ها در جام خیریه انگلستان ۲۰۱۴ سیتی را ۳–۰ شکست دادند سیتی با پیروزی در فینال جام اتحادیه فوتبال انگلستان ۲۰۱۸ انتقام آن بازی را گرفت.
این رقابت تا فصل ۲۰۲۳–۲۰۲۴ به خوبی ادامه پیدا نکرد، زمانی که آرسنال، که اکنون تحت سرمربیگری بازیکن سابق تیم باشگاه و دستیار مربی سابق سیتی میکل آرتتا، هدایت لیگ برتر فوتبال انگلستان را به عهده دارد لیگ برتر را با اختلاف پنج امتیازی به منچستر سیتی واگذار کرد. اگرچه دو باشگاه در زمین رقابت مشترکی دارند، آرتتا و مربی سیتی، پپ گواردیولا یکدیگر را دوستان بسیار صمیمی می‌دانند، این دو در گذشته با هم بازی و کار کرده‌اند.

## هماوردی

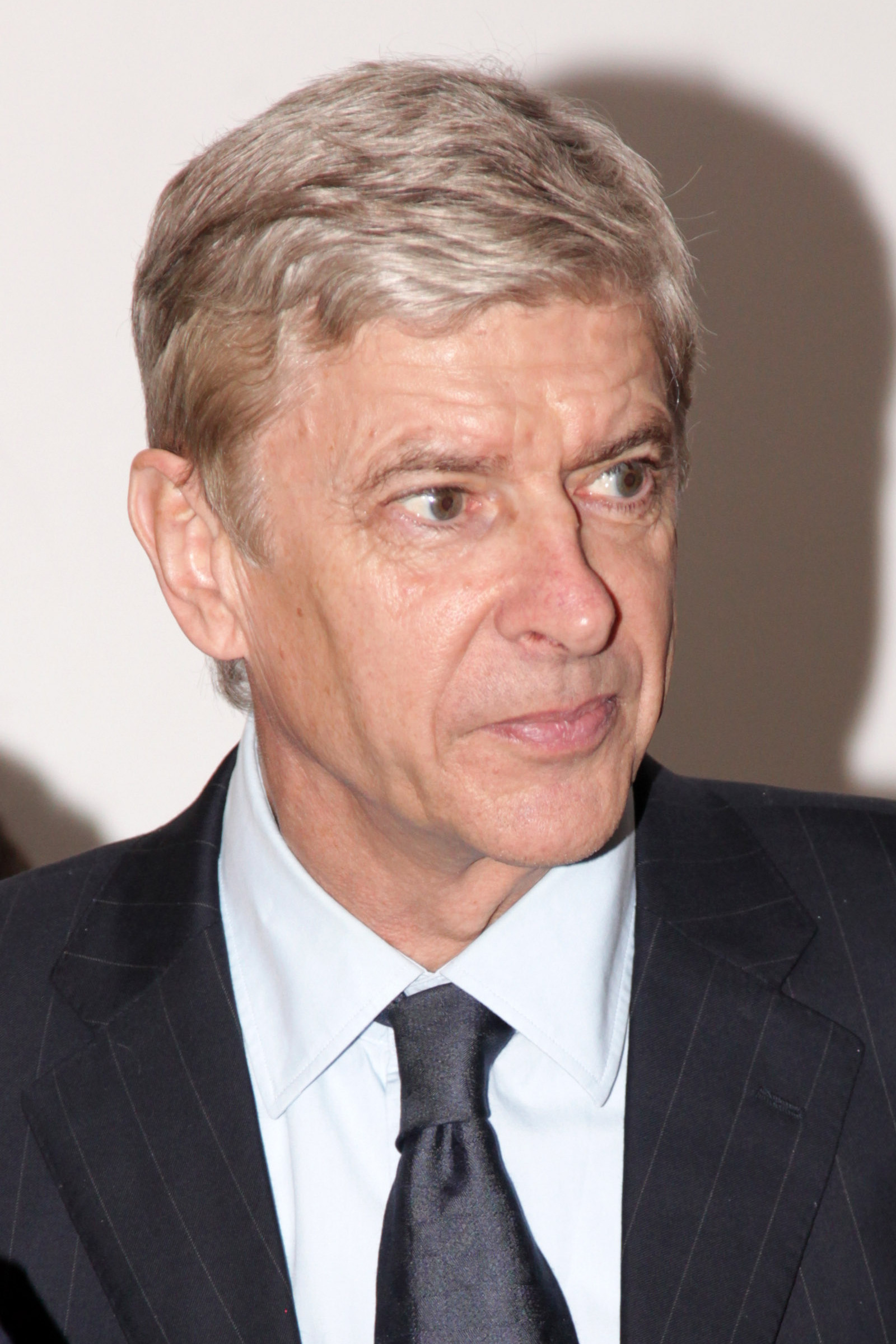
آرسن ونگر از سال ۱۹۹۶ تا ۲۰۱۸ سرمربی آرسنال بود.

### افول آرسنال و برتری سیتی (۲۰۱۴–۲۰۲۲)
در پایان فصل ۲۰۱۶–۲۰۱۷، پس از انتصاب پپ گواردیولا به عنوان سرمربی سیتی، سه بازیکن قبلی سابق آرسنال یعنی کلیچی، نصری و سانا از این تیم جدا شدند، رقابت درون زمین بین این دو باشگاه با وجود انتصاب هافبک سابق آرسنال میکل آرتتا به عنوان دستیار پپ گواردیولا کاهش یافت.
علی‌رغم اینکه آرسنال به قهرمانی در رقابت‌های داخلی جام حذفی ادامه داد و جام حذفی فوتبال انگلستان را در سال‌های ۲۰۱۷ و ۲۰۲۰ را به ویترین افتخارات پرشمار خود اضافه کرد، آنها شروع به پسرفت در رقابت‌های لیگ برتر کردند و بین فصل‌های ۱۶–۲۰۱۵ و ۲۰۱۹–۲۰ رتبه‌های پنجم و هشتم را به دست آوردند تا شاهد یکی از بدترین دوران تاریخ باشگاه خود باشند. در فاصله سال‌های ۱۸–۲۰۱۷ و ۲۰۲۱–۲۲ به چهار عنوان قهرمانی در رقابت‌های داخلی همراه با مربی جدید خود میکل ارتتا دست یافتند تا دوباره در لیگ انگلیس به یک رقیب اصلی برای حریفان تبدیل شوند.
این دو باشگاه در فینال جام اتحادیه فوتبال انگلستان ۲۰۱۸ در ورزشگاه ومبلی، در اولین فینال رقابتی بین دو تیم، به مصاف هم رفتند.

سیتی در پیروزی ۳–۰ و با گل‌های سرخیو آگوئرو، وینسنت کمپانی و داوید سیلوا برنده این بازی و قهرمان این مسابقات شد. چند روز بعد سیتی دوباره در لیگ ۳–۰ آرسنال را در ورزشگاه امارات شکست داد تا فشارها برای اخراج سرمربی بیشتر شود، آرسن ونگر در پایان فصل ۱۸–۲۰۱۷ این باشگاه را بعد از دو دهه مربیگری ترک کرد.

## افتخارات
تا تاریخ ۱۰ اوت ۲۰۲۴
- باشگاه رکورددار این مسابقات است

| آرسنال           | رقابت                                      | منچستر سیتی |       |
| داخلی            | داخلی                                      | داخلی       | داخلی |
| ---------------- | ------------------------------------------ | ----------- | ----- |
| ۱۳               | چمپیونشیپ / لیگ برتر انگلیس                | ۱۰          |       |
| ۱۴               | جام حذفی فوتبال انگلستان                   | ۷           |       |
| ۲                | جام لیگ                                    | ۸           |       |
| ۱۷               | جام خیریه انگلستان                         | ۷           |       |
| ۱                | جام صدمین سالگرد لیگ فوتبال (منحل شده است) | —           |       |
| ۴۷               | تعداد ملی جام‌های داخلی                     | ۳۲          |       |
| جام‌های بین‌المللی |                                            |             |       |
| —                | لیگ قهرمانان اروپا                         | ۱           |       |
| ۱                | جام برندگان جام اروپا (منحل شده است)       | ۱           |       |
| —                | سوپرجام اروپا                              | ۱           |       |
| ۱                | Inter-Cities Fairs Cup (منحل شده است)      | —           |       |
| —                | جام جهانی باشگاه‌ها                         | ۱           |       |
| ۲                | تعداد جام بین‌المللی                        | ۴           |       |
| ۴۹               | تعداد کلی                                  | ۳۶          |       |

## بازی‌ها
جدول زیر بازی‌های انجام شده بین آرسنال و منچسترسیتی را به تفکیک بازی در استادیوم خانگی هر دو تیم نشان می‌دهد، همان‌طور که در بازی‌هایی که در مانور گراند آرسنال، استادیوم هایبری و اکنون در ورزشگاه امارات انجام می‌شود، در جدول دست چپ و مسابقاتی که در استادیوم خانگی منچسترسیتی برگزار می‌شوند، نشان داده شده است.

سیتی از سال ۱۸۸۷ تا ۱۹۲۳ در هاید رود مسابقه‌های خود را انجام می‌داد، سپس به استادیوم مین رود رفت و تا سال ۲۰۰۳، و در نهایت از فصل ۲۰۰۳–۰۴ به استادیوم شهر منچستر نقل مکان کرد.

فینال مسابقات معمولاً در یک مکان بی‌طرف مانند استادیوم خانگی تیم ملی فوتبال انگلیس ومبلی برگزار می‌شود.
| آرسنال در خانه  | آرسنال در خانه | آرسنال در خانه                 |
| تاریخ           | نتیجه          | رقابت                          |
| --------------- | -------------- | ------------------------------ |
| ۱۱ نوامبر ۱۸۹۳  | ۱–۰            | لیگ دسته دو                    |
| ۲۹ سپتامبر ۱۸۹۴ | ۴–۲            | لیگ دسته دو                    |
| ۷ سپتامبر ۱۸۹۵  | ۰–۱            | لیگ دسته دو                    |
| ۲۸ آوریل ۱۸۹۷   | ۱–۲            | لیگ دسته دو                    |
| ۵ فوریه ۱۸۹۸    | ۲–۲            | لیگ دسته دو                    |
| ۳ آوریل ۱۸۹۹    | ۰–۱            | لیگ دسته دو                    |
| ۱ نوامبر ۱۹۰۲   | ۱–۰            | لیگ دسته دو                    |
| ۲۰ فوریه ۱۹۰۴   | ۰–۲            | جام حذفی                       |
| ۱۰ دسامبر ۱۹۰۴  | ۱–۰            | لیگ دسته اول                   |
| ۲ دسامبر ۱۹۰۵   | ۲–۰            | لیگ دسته اول                   |
| ۲۹ دسامبر ۱۹۰۶  | 4–1            | لیگ دسته اول                   |
| ۲۱ سپتامبر ۱۹۰۷ | 2–1            | لیگ دسته اول                   |
| ۱۰ اکتبر ۱۹۰۸   | 3–0            | لیگ دسته اول                   |
| ۲۹ اکتبر ۱۹۱۰   | 0–1            | لیگ دسته اول                   |
| ۲ مارس ۱۹۱۲     | 2–0            | لیگ دسته اول                   |
| ۲ نوامبر ۱۹۱۲   | 0–4            | لیگ دسته اول                   |
| ۳ ژانویه ۱۹۲۰   | 2–2            | لیگ دسته اول                   |
| ۱۱ سپتامبر ۱۹۲۰ | 2–1            | لیگ دسته اول                   |
| ۱۷ سپتامبر ۱۹۲۱ | 0–1            | لیگ دسته اول                   |
| ۲۰ ژانویه ۱۹۲۳  | 1–0            | لیگ دسته اول                   |
| ۱۳ اکتبر ۱۹۲۳   | 1–2            | لیگ دسته اول                   |
| ۱ سپتامبر ۱۹۲۴  | 1–0            | لیگ دسته اول                   |
| ۲۰ مارس ۱۹۲۶    | 1–0            | لیگ دسته اول                   |
| ۲ فوریه ۱۹۲۹    | 0–0            | لیگ دسته اول                   |
| ۱۱ سپتامبر ۱۹۲۹ | 3–2            | لیگ دسته اول                   |
| ۲۶ دسامبر ۱۹۳۰  | 3–1            | لیگ دسته اول                   |
| ۳۰ ژانویه ۱۹۳۲  | 4–0            | لیگ دسته اول                   |
| ۱۲ مارس ۱۹۳۲    | 1–0            | جام حذفی                       |
| ۲۱ ژانویه ۱۹۳۳  | 2–1            | لیگ دسته اول                   |
| ۹ سپتامبر ۱۹۳۳  | 0–0            | لیگ دسته اول                   |
| ۱۳ اکتبر ۱۹۳۴   | 3–0            | لیگ دسته اول                   |
| ۲۸ نوامبر ۱۹۳۴  | 4–0            | جام خیریه                      |
| ۲۱ سپتامبر ۱۹۳۵ | 2–3            | لیگ دسته اول                   |
| ۵ دسامبر ۱۹۳۶   | 1–3            | لیگ دسته اول                   |
| ۲ اکتبر ۱۹۳۷    | 2–1            | لیگ دسته اول                   |
| ۶ دسامبر ۱۹۴۷   | 1–1            | لیگ دسته اول                   |
| ۴ دسامبر ۱۹۴۸   | 1–1            | لیگ دسته اول                   |
| ۱ آوریل ۱۹۵۰    | 4–1            | لیگ دسته اول                   |
| ۲۶ ژانویه ۱۹۵۲  | 2–2            | لیگ دسته اول                   |
| ۲۲ نوامبر ۱۹۵۲  | 3–1            | لیگ دسته اول                   |
| ۱۹ سپتامبر ۱۹۵۳ | 2–2            | لیگ دسته اول                   |
| ۱۴ سپتامبر ۱۹۵۴ | 2–3            | لیگ دسته اول                   |
| ۶ سپتامبر ۱۹۵۵  | 0–0            | لیگ دسته اول                   |
| ۶ اکتبر ۱۹۵۶    | 7–3            | لیگ دسته اول                   |
| ۲ نوامبر ۱۹۵۷   | 2–1            | لیگ دسته اول                   |
| ۲۰ سپتامبر ۱۹۵۸ | 4–1            | لیگ دسته اول                   |
| ۱۲ سپتامبر ۱۹۵۹ | 3–1            | لیگ دسته اول                   |
| ۱۴ ژانویه ۱۹۶۱  | 5–4            | لیگ دسته اول                   |
| ۹ سپتامبر ۱۹۶۱  | 3–0            | لیگ دسته اول                   |
| ۲۰ آوریل ۱۹۶۳   | 2–3            | لیگ دسته اول                   |
| ۱۴ ژانویه ۱۹۶۷  | 1–0            | جام حذفی                       |
| ۲۳ سپتامبر ۱۹۶۷ | 1–0            | لیگ دسته اول                   |
| ۲۷ اوت ۱۹۶۸     | 4–1            | لیگ دسته اول                   |
| ۲۲ نوامبر ۱۹۶۹  | 1–1            | لیگ دسته اول                   |
| ۶ فوریه ۱۹۷۱    | 1–0            | لیگ دسته اول                   |
| ۱۳ نوامبر ۱۹۷۱  | 1–2            | لیگ دسته اول                   |
| ۲۸ اکتبر ۱۹۷۲   | 0–0            | لیگ دسته اول                   |
| ۲۳ مارس ۱۹۷۴    | 2–0            | لیگ دسته اول                   |
| ۲۴ اوت ۱۹۷۴     | 4–0            | لیگ دسته اول                   |
| ۴ اکتبر ۱۹۷۵    | 2–3            | لیگ دسته اول                   |
| ۴ سپتامبر ۱۹۷۶  | 0–0            | لیگ دسته اول                   |
| ۲۴ ژانویه ۱۹۷۸  | 1–0            | League Cup                     |
| ۴ مارس ۱۹۷۸     | 3–0            | لیگ دسته اول                   |
| ۲۴ مارس ۱۹۷۹    | 1–1            | لیگ دسته اول                   |
| ۶ اکتبر ۱۹۷۹    | 0–0            | لیگ دسته اول                   |
| ۲۴ فوریه ۱۹۸۱   | 2–0            | لیگ دسته اول                   |
| ۱۷ اکتبر ۱۹۸۱   | 1–0            | لیگ دسته اول                   |
| ۲۳ آوریل ۱۹۸۳   | 3–0            | لیگ دسته اول                   |
| ۲ نوامبر ۱۹۸۵   | 1–0            | لیگ دسته اول                   |
| ۲۸ اکتبر ۱۹۸۶   | 3–1            | League Cup                     |
| ۲۲ نوامبر ۱۹۸۶  | 3–0            | لیگ دسته اول                   |
| ۱۴ اکتبر ۱۹۸۹   | 4–0            | لیگ دسته اول                   |
| ۱۷ آوریل ۱۹۹۱   | 2–2            | لیگ دسته اول                   |
| ۳۱ اوت ۱۹۹۱     | 2–1            | لیگ دسته اول                   |
| ۲۸ سپتامبر ۱۹۹۲ | 1–0            | لیگ برتر                       |
| ۱۶ اکتبر ۱۹۹۳   | 0–0            | لیگ برتر                       |
| ۲۰ اوت ۱۹۹۴     | 3–0            | لیگ برتر                       |
| ۵ مارس ۱۹۹۶     | 3–1            | لیگ برتر                       |
| ۲۸ اکتبر ۲۰۰۰   | 5–0            | لیگ برتر                       |
| ۱۰ سپتامبر ۲۰۰۲ | 2–1            | لیگ برتر                       |
| ۱ فوریه ۲۰۰۴    | 2–1            | لیگ برتر                       |
| ۴ ژانویه ۲۰۰۵   | 1–1            | لیگ برتر                       |
| ۲۲ اکتبر ۲۰۰۵   | 1–0            | لیگ برتر                       |
| ۱۷ آوریل ۲۰۰۷   | 3–1            | لیگ برتر                       |
| ۲۵ اوت ۲۰۰۷     | 1–0            | لیگ برتر                       |
| ۴ آوریل ۲۰۰۹    | 2–0            | لیگ برتر                       |
| ۲۴ آوریل ۲۰۱۰   | 0–0            | لیگ برتر                       |
| ۵ ژانویه ۲۰۱۱   | 0–0            | لیگ برتر                       |
| ۲۹ نوامبر ۲۰۱۱  | 0–1            | League Cup                     |
| ۸ آوریل ۲۰۱۲    | 1–0            | لیگ برتر                       |
| ۱۳ ژانویه ۲۰۱۳  | 0–2            | لیگ برتر                       |
| ۲۹ مارس ۲۰۱۴    | 1–1            | لیگ برتر                       |
| ۱۳ سپتامبر ۲۰۱۴ | 2–2            | لیگ برتر                       |
| ۲۱ دسامبر ۲۰۱۵  | 2–1            | لیگ برتر                       |
| ۲ آوریل ۲۰۱۷    | 2–2            | لیگ برتر                       |
| ۱ مارس ۲۰۱۸     | 0–3            | لیگ برتر                       |
| ۱۲ اوت ۲۰۱۸     | 0–2            | لیگ برتر                       |
| ۱۵ دسامبر ۲۰۱۹  | 0–3            | لیگ برتر                       |
| ۲۲ دسامبر ۲۰۲۰  | 1–4            | جام اتحادیه باشگاه‌های انگلستان |
| ۲۱ فوریه ۲۰۲۱   | 0–1            | لیگ برتر                       |
| ۱ ژانویه ۲۰۲۲   | 1–2            | لیگ برتر                       |
| ۱۵ فوریه ۲۰۲۳   | 1–3            | لیگ برتر                       |
| ۸ اکتبر ۲۰۲۳    | 1–0            | لیگ برتر                       |